# Hôtel Seurahuone
L’hôtel Seurahuone (finnois : Hotelli Seurahuone) (depuis 2018 officiellement Scandic Seurahuone) est un hôtel situé dans le quartier de Kluuvi à Helsinki en Finlande.

## Description
L'hôtel Seurahuone a été fondé en 1833 à Helsinki, c'est le plus ancien hôtel de Finlande.
Il a d'abord fonctionné dans un bâtiment situé le long de Kauppatori à l'adresse Pohjoisesplanadi 11, qui est actuellement l'hôtel de ville d'Helsinki.
Au début du XXe siècle, l'hôtel a déménagé dans l'immeuble Kaleva en face de la gare centrale d'Helsinki à l'adresse Kaivokatu 9,.

## Histoire
L'hôtel Seurahuone occupait une position centrale dans la vie culturelle d'Helsinki depuis le milieu du XIXe siècle.
Il a été dirigé, entre autres, par Alexander Adlivanki, W. Vohs, après Vohs, Louis Kleineh jusqu'en 1861 et Adolf Holmgren dans les années 1861-1882. En 1862, Kleineh tenta de reprendre le contrôle de Seurahuone et vendit à cet effet son deuxième restaurant.
L'hôtel Kämp, fondé en 1887, était un concurrent coriace du Seurahuone.
En 1902, le Seurahuone devient la propriété de la ville et la responsabilité de l'exploitation de l'hôtellerie et de la restauration est transférée à Wilhelm Noschis.
De son temps, l'activité hôtelière s'est déplacée vers Kaivokatu.
L'hôtel s'installe dans le bâtiment de la compagnie d'assurance Kaleva, construit à l'angle de Kaivokatu et de Heikinkatu et conçu par Armas Lindgren, car le directeur de Kaleva, Uno Kurtén, était un ami de Wilhelm Noschis (fi).
L'hôtel a ouvert ses portes dans de nouveaux locaux en 1914. A cette époque, il était exceptionnel que chaque chambre soit équipée du téléphone, de l'eau chaude et du chauffage central.
À cette époque, de nombreux émigrés et réfugiés politiques russes vivaient au Seurahuone.
Par exemple, de janvier à juillet 1919, le général russe Nikolaï Ioudenitch a vécu dans l'hôtel et y planifiait une campagne militaire pour prendre Saint-Pétersbourg.
Wilhelm Noschis a ensuite transféré les actions de l'hôtel au nom de son épouse suédoise Anna.
Anna Noschis a dirigé l'hôtel jusqu'aux années 1970, quand Kaleva a menacé de transformer les lieux en supermarché. Cependant, la menace s'est éloignée et Vuoristo yhtiöt est devenu responsable.
À partir de 1973, le restaurant a été longtemps dirigé par Elanto puis après 1996 par Restel (fi), d'abord en coopération avec Elanto et seul à partir de 2004.
En 2018, l'hôtel a été racheté par l'Union des étudiants de l'Université d'Helsinki.

## Galerie

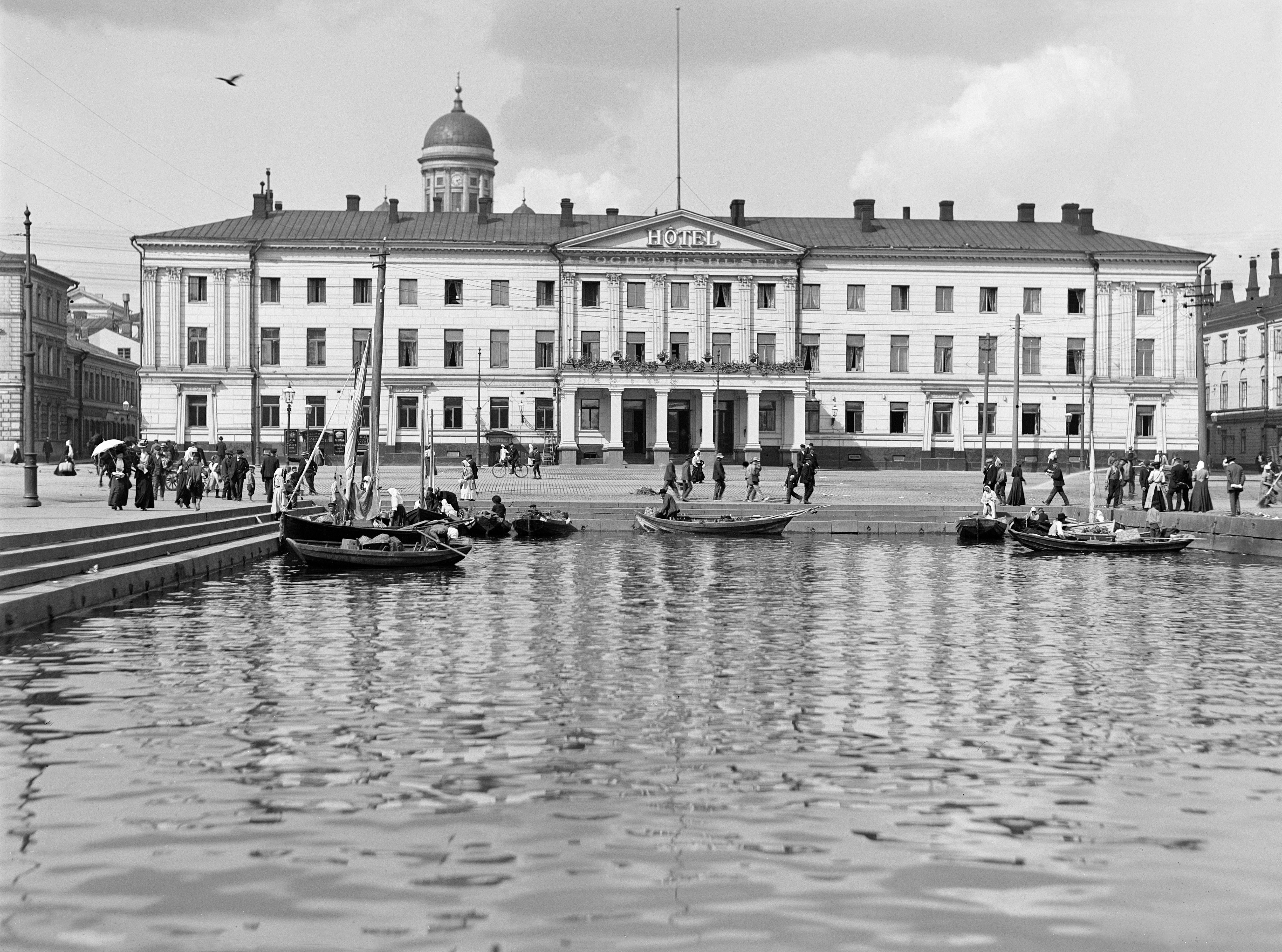
L'hôtel en 1908 dans le bàtiment de l'actuel hôtel de ville
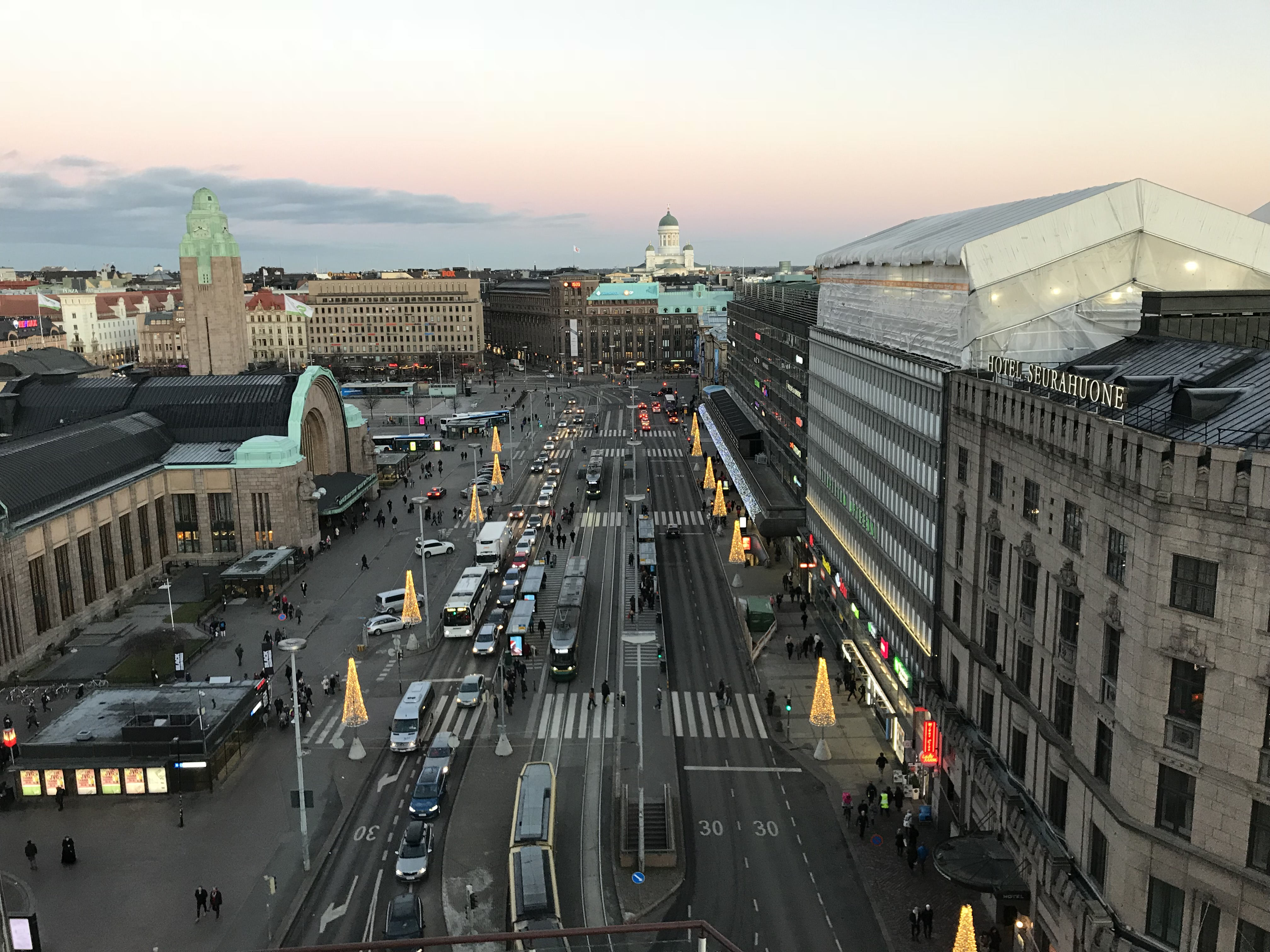
L'hôtel à droite en 2018.
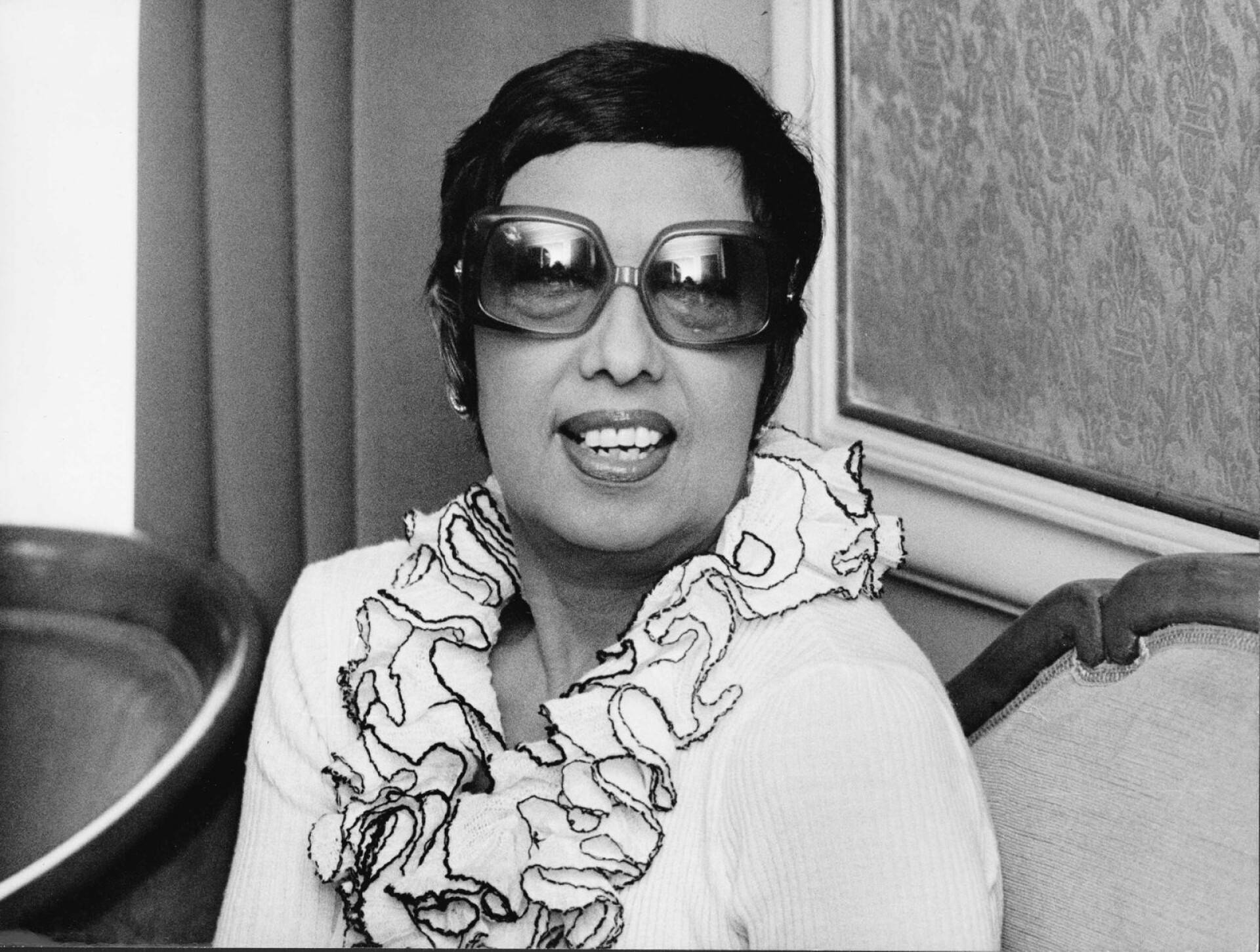
Josephine Baker au Seurahuone en 1972.